# Medieval II: Total War: Kingdoms
Medieval II: Total War: Kingdoms is een uitbreidingspakket voor het videospel Medieval II: Total War uit 2006. De expansion zelf werd in 2007 uitgebracht. Hij bevat vier nieuwe campaigns: Americas, Britannia, Crusades en Teutonic. Elke campaign moet afzonderlijk geïnstalleerd worden en neemt ongeveer 4 GB in beslag. Net zoals in de standaard game zijn er ook historische en afzonderlijke veldslagen mogelijk, los van de campaign.

## Americas Campaign
Gesitueerd in de vroege 16e eeuw, focust deze campaign op de ontdekking van Amerika en de Europese kolonisatie. De Europeanen ontdekken een onbekende wereld, waarin ze strijdlustige inheemse stammen ontmoeten, die ook onder elkaar voor de controle van het gebied vechten.

### Lijst van Facties
Speelbaar:
- Nieuw-Spanje
- Azteken
- Maya's
- Apaches
- Chichimeken
- Tlaxcallanen
- Tarasken

Niet speelbaar:
- Nieuw-Frankrijk
- Nieuw-Engeland

### Speciale kenmerken
Er ligt een speciale focus op de conquistadores: grote legers, onder het commando van Nieuw-Spanje. Later in de game zullen ook Franse en Engelse troepen verschijnen. Wanneer de speler als Nieuw-Spanje speelt, krijgt hij verschillende missies van de Spaanse kroon. Door deze missies te voltooien, krijgt de speler nieuwe titels (zoals Baron, of Graaf), en kan hij geavanceerde gebouwen neerzetten.
De Apaches kunnen een "warpath" oproepen, vergelijkbaar met een kruistocht in Medieval II Total War. Als ze eenmaal gevochten hebben tegen de Europeanen, krijgen ze beschikking over vuurwapens en paarden. Facties die geloven in de Zonnegod, kunnen troepen (en vijanden) offeren, wat de bevolking tevreden houdt.

## Britannia Campaign
De Britannia campaign begint in 1258, wanneer de Britse Eilanden in chaos verkeren. Hoewel de Engelsen de meeste gebieden controleren, wordt hun dominantie langs alle kanten bedreigd. In Ierland gebruiken ze een netwerk aan versterkingen om de Ieren onder controle te houden, maar zij hebben zich nu verenigd onder Brian O'Neill (Iers: Brian Ua Néill), en willen de Engelsen van hun eiland jagen. Net ten westen van Engeland worden de Welsh aangevoerd door prins Llywelyn ap Gruffydd, hij voert het commando over een volk dat weigert zich te laten onderdrukken. In het noorden hebben de Engelsen een bondgenootschap met de Schotten, maar deze band is onhoudbaar en het is slechts een kwestie van tijd voor de oorlog in de Highlands uitbreekt, waar William Wallace zijn intrede doet. Ook de oorlogszuchtige Noren zijn terug, en willen de Britse Eilanden opnieuw veroveren. Ze hebben al de Hebriden veroverd, en zullen daar zeker niet stoppen.
De Engelsen mogen dan wel het rijkste zijn en het meeste land controleren, tenzij ze actie ondernemen zullen ze zeker gebied verliezen. Maar het grootste gevaar komt misschien wel van binnenuit: de Britse baronnen dreigen met rebellie. De tijd zal zeggen wie de Britse Eilanden kan verenigen.

### Lijst van Facties
Speelbaar:
- Engeland
- Wales
- Schotland
- Ierland
- Noorwegen

Niet speelbaar:
- de Baronnen-alliantie

### Speciale Kenmerken
Over de eilanden verspreid zijn er permanente stenen versterkingen, die spelers kunnen gebruiken om troepen zonder kosten te huizen. Deze versterkingen kunnen korte belegeringen doorstaan, en herstellen zichzelf.
Sommige troepen kunnen alleen verkregen worden als de cultuur van die factie hoog genoeg is in dat gebied. Cultuur vervangt religie, en priesters zijn niet beschikbaar.
Wanneer Engelse troepen of steden rebelleren, worden ze opgenomen in de Baron-Alliantie, een rebellen-factie, die ook diplomatie en agenten kan gebruiken. Ze kunnen ook missies geven aan niet-Engelse facties. Enkele historische figuren, zoals William Wallace of Koning Edward maken hun opwachting in deze campaign. Hoewel ze geen speciale eigenschappen hebben, zijn het vaardige legerleiders, vergezeld door een groot leger.

## Crusades Campaign
Startend in 1174, focust deze campaign op de Derde en Vierde kruistocht. Het koninkrijk Jerusalem en het Vorstendom Antiochië proberen het christendom te verspreiden in het Heilige Land. De Turken (onder leiding van Nur Ad-din) en de Egyptenaren (geleid door Saladin) proberen het Heilige Land te heroveren. In het noordwesten ligt het Byzantijnse rijk, geleid door keizer Komnenos. Zij willen hun voormalige bezittingen in het Midden-Oosten terugwinnen, maar moeten rekening houden met de Turken en de Venetiaanse kruisvaarders.

### Lijst van Facties
Speelbaar:
- Turken
- Egypte
- Vorstendom Antiochië
- Koninkrijk Jeruzalem
- Byzantijnse Rijk

Niet speelbaar:
- Venetië (niet speelbaar)

### Speciale kenmerken
Elke factie heeft een "heldenfiguur", een generaal met een speciale eigenschap. Alle generaals kunnen daarnaast permanente versterkingen bouwen.
Antiochië en Jerusalem kunnen ridderordes oprichten, die unieke troepen opleveren. Elke factie heeft ook een machtscentrum. Wanneer ze dat kwijtraken zijn er stevige financiële consequenties, en kunnen ze enkele unieke troepen niet meer trainen.

## Teutonic Campaign
Deze campaign heeft als focus de strijd tussen Christendom (voorgesteld door de Duitse Orde), en heidendom (vertegenwoordigd door Litouwen). De Duitse Orde (ook wel de Teutonische of Teutoonse Orde genoemd) gaat driest te werk en is niet alleen een bedreiging voor de heidenen, maar voor alle omliggende volkeren. De handelsrepubliek Novgorod ligt in het oosten, en ze bewaken hun rijke stad. Ze hebben in het verleden de Duitse Orde verslagen, maar sindsdien is de Orde sterk uitgebreid. De groothertog van Litouwen wil de Orde maar al te graag wegwerken, en zal gebruik moeten maken van de dichte bossen en snelle lichte cavalerie. Maar de weg van het kruis is misschien wel onvermijdelijk. In het westen willen de Denen Scandinavië verenigen, om vanaf daar verdere aanvallen op het Baltische gebied te organiseren. Het Heilig Roomse Rijk ligt echter net ten zuiden van hen, en waakzaamheid is dus geboden. Het koninkrijk Polen ten slotte, had de hulp van de Duitse orde ingeroepen tegen de heidense Litouwers, maar ziet nu de verwoesting die het gevolg is. Met een zwaar hart keren ze zich tegen hun voormalige bondgenoot.

### Lijst Van Facties
Speelbaar:
- Duitse Orde
- Litouwen
- Denemarken
- Republiek Novgorod
- Heilige Roomse Rijk
- Polen
- Noorwegen

Niet speelbaar:
- de Mongolen

### Speciale Kenmerken
Europese kruisvaarders, op zoek naar roem en glorie, zakken af naar het Balticum om de Duitse Orde bij te staan. Naast militaire steun vullen ze de koffers van de Orde ook door donaties. De Litouwers worden beloond als ze deze edelen doden.
Spelend als Denemarken is het mogelijk de Unie van Kalmar te vormen. Daarvoor moeten eerst enkele specifiek bepaalde nederzettingen veroverd worden. Daarna moet de Noorse koning gedood worden (tijdens een veldslag of door gebruik van een sluipmoordenaar). De Unie van Kalmar biedt een nieuwe vlag en drie nieuwe eenheden.
De Hanze wordt gevormd door vijf steden, en wie daarvan de meeste controleert krijgt de kans het hoofdkwartier van de Hanze te bouwen, wat financiële bonussen oplevert.

#### Kenmerken van de Duitse Orde
Door zijn unieke structuur heeft de Duitse Orde geen heersende familie. Daardoor zijn enkele diplomatieke opties niet beschikbaar, maar zijn ze minder kwetsbaar voor moordaanslagen. De beste Generaal neemt de positie in van Hochmeister.
De beste troepen van de orde kunnen alleen gerekruteerd worden in gebieden met een hoog percentage aan katholieken.

#### Kenmerken van Litouwen
Omdat Litouwen een heidense factie is, heeft het enkele unieke gebouwen en eenheden. Heidense tempels geven toegang tot speciale eenheden. Echter, vanwege het Heidendom kunnen nederzettingen niet verder uitgebreid worden dan het niveau van stad of kasteel. Op een bepaald moment zal Litouwen de keuze krijgen om zich te bekeren tot het christendom. Heidense gebouwen en troepen verdwijnen dan, maar omliggende naties zullen minder vijandig zijn.